# Musica tardo-romantica
La musica tardo-romantica è una stagione della storia della musica, avviata circa a metà del XIX secolo in Germania. 
I compositori di questo periodo sottolineano il forte collegamento fra la musica e la letteratura. Fra i principali esponenti si possono citare Johannes Brahms, Camille Saint-Saëns, Hugo Wolf, Anton Bruckner, Max Bruch, Sergej Rachmaninov, César Franck, Aleksandr Porfir'evič Borodin, Richard Strauss, Max Reger, Modest Petrovič Musorgskij, Isaac Albéniz, Horatio Parker, Enrique Granados, Gustav Mahler, Edward MacDowell, Antonín Dvořák, Edward Elgar, Pëtr Il'ič Čajkovskij, Frederick Delius, Edvard Grieg, Nikolaj Andreevič Rimskij-Korsakov, Bedřich Smetana e Jean Sibelius.
Nei primi anni del XX secolo il tardo-romanticismo evolse gradualmente nell'espressionismo. Comunque le sue idee vennero seguite da altri musicisti fra i quali Virgil Thomson che descrive: "Il tardo-romantiscismo riunisce materiali melodici, temi ed espressioni schiette dei sentimenti umani. Le linee del tardo-romanticismo sono puramente estetiche in quanto dal punto di vista musicale hanno degli andamenti molto eclettici. Il nostro contributo all'estetica contemporanea è stato quello di porre il problema della sincerità nel nuovo modo di vivere. Noi non vogliamo impressionare e siamo contro le esagerazioni.
I sentimenti che noi abbiamo sono gli unici che pensiamo degni di espressione ed il nostro soggetto è qualche volta panorama, ma preferibilmente un panorama con figure."
Secondo Daniel Albright (2004), «Nel tardo XX secolo, il termine tardo-romanticismo ci ha suggerito una musica che imitasse la grande saturazione emozionale della musica di Schumann, ma negli anni venti esso significava un modesto emozionalismo in cui l'eccesso di gestualità espressionistiche era mischiato ad un solido residuo di emozionalità. Pertanto il tardo-romantismo non fu un ritorno al romanticismo, ma letteralmente un nuovo romanticismo.»